# Panglima Estino
Panglima Estino é um município de  quinta classe de renda municipal (d) na província Sulu, nas Filipinas. De acordo com o censo de 1 de maio  de  2020 possui uma população de 34 249 pessoas e 4 974 domicílios.